# Cesarò
Cesarò là một đô thị ở tỉnh Messina trong vùng Sicilia của Ý, có vị trí cách khoảng 120 km về phía đông của Palermo và vào khoảng 80 km về phía tây nam của Messina. Tại thời điểm ngày 31 tháng 12 năm 2004, đô thị này có dân số 2.709 người và diện tích là 216,5 km².
Cesarò giáp các đô thị: Alcara li Fusi, Bronte, Capizzi, Caronia, Cerami, Longi, Maniace, Militello Rosmarino, San Fratello, San Teodoro, Troina.